# Anthony Nash
Antony James Dillon Nash (ur. 18 marca 1936 w Amersham, zm. 17 marca 2022) – brytyjski bobsleista (pilot boba). Złoty medalista olimpijski z Innsbrucku.
Brał udział w dwóch edycjach zimowych igrzysk olimpijskich (IX Zimowe Igrzyska Olimpijskie Innsbruck 1964 i X Zimowe Igrzyska Olimpijskie Grenoble 1968). W 1964 triumfował w dwójkach, partnerował mu Robin Dixon (późniejszy 3. baron Glentoran). Wywalczył trzy medale mistrzostw świata, wszystkie w dwójkach, w tym złoto w 1965.